# Коле Лунго (Козенца)
Коле Лунго је насеље у Италији у округу Козенца, региону Калабрија.
Према процени из 2011. у насељу је живело 15 становника. Насеље се налази на надморској висини од 1289 м.